# Quarterback sneak
La Quarterback sneak (/ˈkwɔːrtərbæk sniːk/), in lingua italiana la finta del quarterback, è un'azione del football americano in cui il quarterback, dopo aver ricevuto lo snap dal centro, avanza immediatamente in avanti, spesso tuffandosi, con la linea offensiva che spinge nella stessa direzione. 
Nonostante il nome possa far pensare a una giocata a sopresa, è una manovra comunemente attesa in situazioni dove serve guadagnare una o due yard, come a ridosso della end zone o per raggiungere un primo down.

## Descrizione

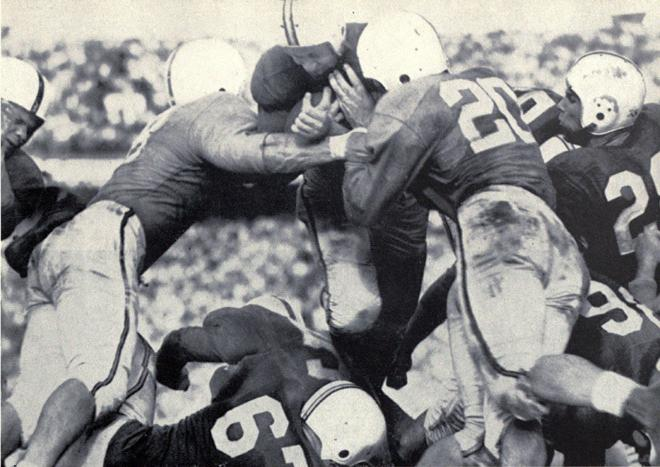
Quarterback sneak dei Maryland Terrapins nel Sugar Bowl del 1952

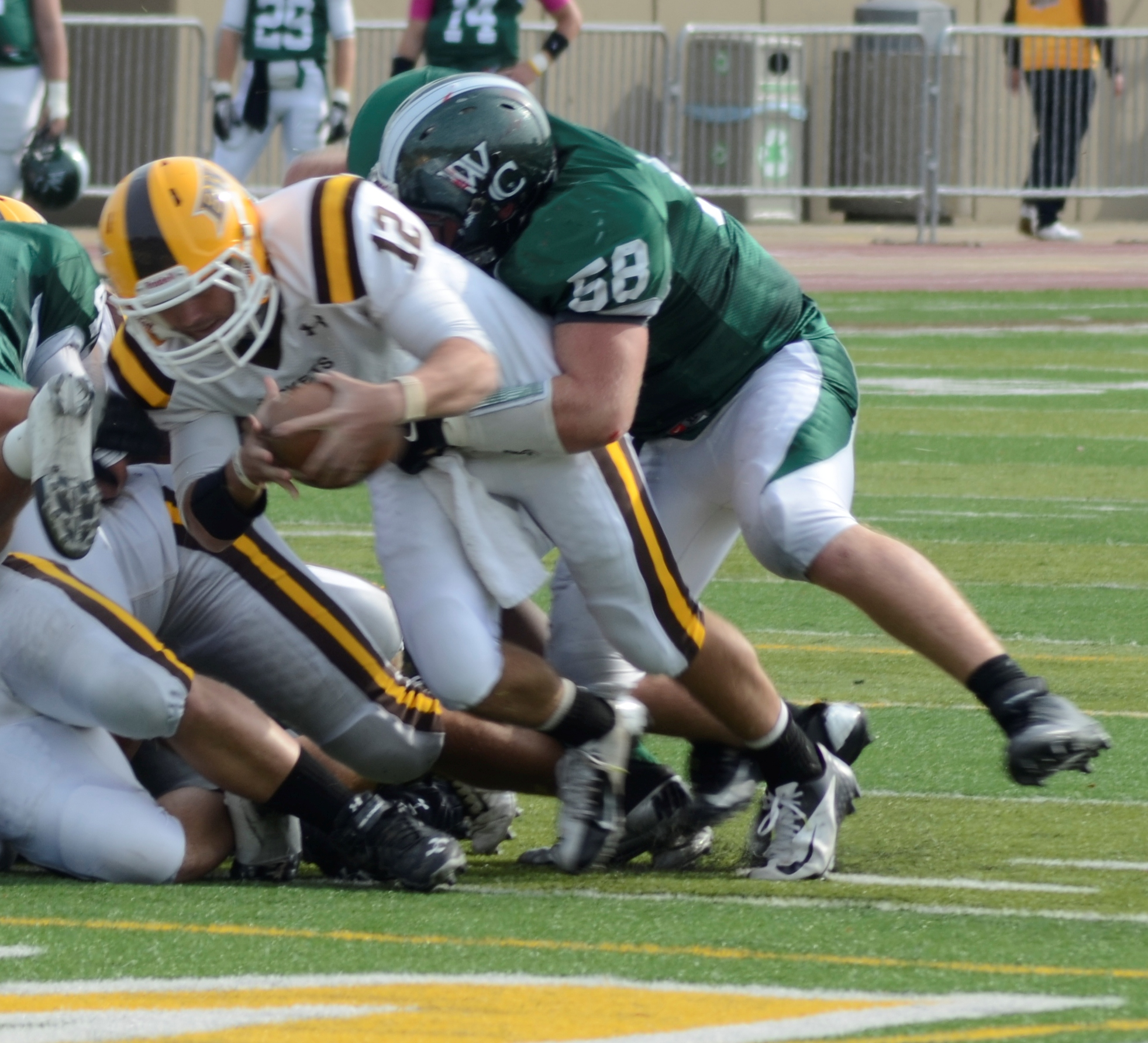
Quarterback sneak nel college football

La quarterback sneak è una giocata frequente nel football americano, sia tra i professionisti della National Football League (NFL) che nel college football, in situazioni in cui occorre guadagnare poche yard, poiché non prevedendo ulteriori passaggi di palla dopo lo snap riduce al minimo il rischio di un fumble.
Il quarterback riceve la palla a ridosso della linea di scrimmage, direttamente dalle mani del centro, e subito corre o si getta in avanti, dando pochissimo tempo alla difesa di reagire e limitando il rischio di perdita di terreno. Sebbene raramente produca più di una o due yard, può occasionalmente generare guadagni importanti. Un'eccezione fu la corsa da 76 yard di Greg Landry nel 1970 contro Green Bay Packers. 
Non si ha certezza di chi fu il primo ad utilizzara tale giocata, forse nel 1912 il quarterback di Yale Graham Winkelbaum in una partita contro Harvard, che però fu usata dalle squadre della NFL a partire dagli anni 1930, quando si diffuse l'uso della T Formation adottata dai Chicago Bears di George Halas, formazione che rese il quarterback il fulcro dell'attacco.
Le statistiche mostrano che la quarterback sneak è la giocata con maggiori probabilità di successo per ottenere poche yard, mentre uno studio dell'Università di Yale del 2015 stimava il successo di questa azione in una situazione di quarto down e una yard pari all'82,8% delle volte, venti punti percentuali in più di qualsiasi altra giocata nella medesima situazione.
Lo svantaggio principale di questa azione è l’esposizione del quarterback ai contatti, aumentando il rischio di infortunio. Per questo motivo, alcuni quarterback preferiscono evitarla, in particolare quelli meno abili nel correre con la palla o meno preparati fisicamente ad uno scontro duro con gli avversari. Uno dei sneak più noti nella storia fu quello di Bart Starr dei Green Bay Packers nella celebre Ice Bowl del 31 dicembre 1967 contro i Dallas Cowboys.

## Tush Push

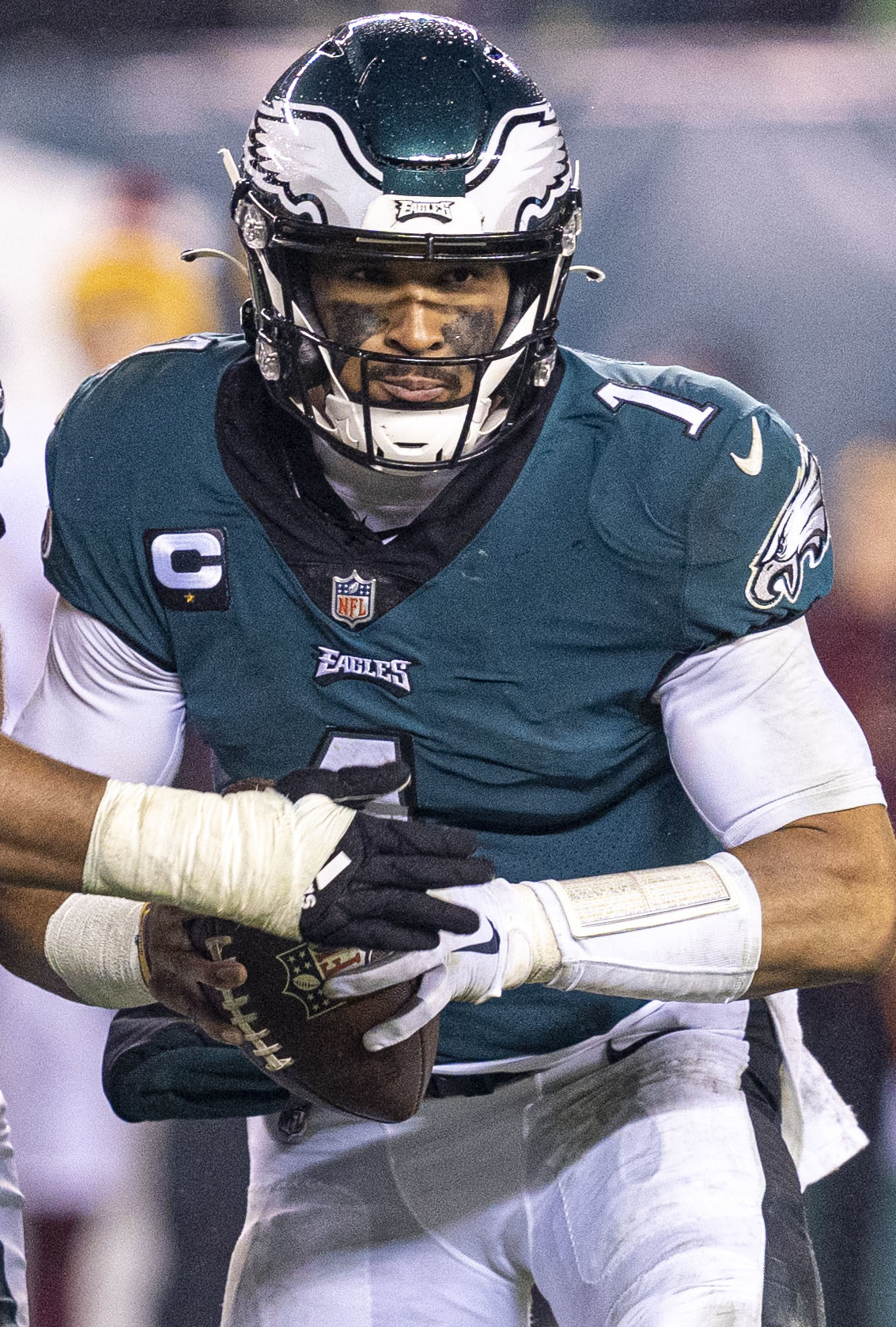
Il quarterback Jalen Hurts principale protagonista della tush push eseguita dai Philadelphia Eagles dal 2022

Fino agli anni 2020 l'uso della quarterback sneak nella NFL è sempre stato inferiore a quanto ci si poteva aspettare visto la sua percentuale di successo, soprattutto perché questa azione comporta un rischio di infortunio del quarterback, figura centrale della squadra, nello scontrarsi con i difensori avversari.
A partite dalla stagione 2022 i Philadelphia Eagles hanno adottato una variante molto efficace della quarterback sneak, soprannominata Tush Push (spinta dal sedere) o anche Brotherly Shove (spinta fraterna) in riferimento al soprannome della città di Philadelphia (City of Brotherly Love): in questa giocata il quarterback viene aiutato ad avanzare dalla spinta di due o tre suoi compagni disposti in fila indiana dietro di lui, mentre la linea offensiva avanza.
La Tush Push è affine ad azioni tipiche del rugby come la mischia chiusa, il maul e il pick and go.
Parte del successo di questa giocata è attribuito alla stazza fisica della linea offensiva: nel 2024 gli Eagles avevano infatti schierati sulla linea di scrimmage giocatori tra i più grossi nel ruolo della lega, come i tackle Lane Johnson (1,98 m per 147 kg) e Jordan Mailata (2,03 m per 165 kg), la guardia Landon Dickerson (1,98 m per 151 kg) e il centro Cam Jurgens (1,91 m per 137 kg). Altro aspetto fondamentale le capacità fisiche e di potenza esplosiva del quarterback: per gli Eagles Jalen Hurts, con un passato da powerlifter capace di fare squat con un carico di 270 kg, eseguiva la giocata con estrema potenza a cui si aggiungeva la spinta in avanti data da un running back e un tight end.
Nel 2022 gli Eagles hanno completato con successo questa giocata nel 92,3% delle volte, mentre la media delle quarterback sneak completate per tutte le franchigie della lega era l'83,3%, nel 2023 nell'88,1% delle volte e nel 2024 nell'81,3% delle volte. E sempre con la Tush Push hanno segnato i primi touchdown del Super Bowl LVII (2022) e del Super Bowl LIX (2024). Tra il 2022 e il 2024, la squadra di Philadelphia e i Buffalo Bills, prima altra squadra della NFL ad usarla, hanno eseguito la giocata 163 volte, ottenendo touchdown o primo down nell’87% dei casi, contro il 71% del resto della lega. La sua efficacia ha fatto sì che anche altre squadre della NFL e di college hanno iniziato ad utilizzarla.

### Critiche e tentativi di divieto
Alcune squadre della NFL hanno richiesto di vietare l'uso della Tush Push, citando rischi per la sicurezza dei giocatori, che nell'eseguire l'azione spingono con la testa rivolta verso il basso, e il possibile abuso della regola che consente di “aiutare il portatore di palla”. I detrattori di questa giocata inoltre l'accusano di essere priva di valenza atletica relativa alle capacità nel football americano, essendo solo una prova di forza fisica, troppo simile ad un'azione di rugby nonché difficilmente contrastabile dalla difesa.
Dalla stagione 2005, infatti, la NFL ha introdotto la regola che è permesso spingere il portatore di palla, mentre rimangono vietati il trascinamento e il sollevamento. Nel 2022 i responsabili degli arbitri della NFL hanno chiarito che spingere il compagno non è fallo, purché non lo si tiri o circondi. Nel 2023 la NFL ha analizzato i dati sugli infortuni legati alla giocata, senza rilevare problemi significativi, anche se il commissario della lega Roger Goodell ha sottolineato che restano altri aspetti da valutare.
Nel febbraio 2025, i Green Bay Packers hanno presentato una proposta per vietare la giocata, che sarebbe stata discussa all’annuale riunione della lega nel successivo mese di marzo. Sebbene i Bills abbiano usato la Tush Push, il loro allenatore Sean McDermott l'ha definita "potenzialmente pericolosa per la salute dei giocatori". Jason Kelce, ex centro degli Eagles, l'ha descritta come "una giocata dura", aggiungendo però che "il football è uno sport fisico".
Altre squadre si sono opposte al divieto, avendo iniziato a farne uso, mentre il dirigente della NFL Troy Vincent ha dichiarato che nel 2024 non si è verificato alcun infortunio durante l’esecuzione della Tush Push. Il 1° aprile 2025, la lega ha deciso di non votare formalmente la proposta dei Packers, poiché un sondaggio informale tra le squadre ha mostrato una divisione pari, lontana dalla maggioranza necessaria dei tre quarti per approvare il divieto.
Un secondo tentativo di divieto, sempre proposto dai Packers, è stato respinto il 21 maggio 2025 durante la riunione primaverile della lega. Erano necessari almeno 24 voti su 32 per far passare il divieto, ma dieci franchigie si sono espresse contro, ossia i Philadelphia Eagles, i Baltimore Ravens, i Cleveland Browns, i Detroit Lions, i Jacksonville Jaguars, i Miami Dolphins, i New England Patriots, i New Orleans Saints, i New York Jets e i Tennessee Titans.

### Galleria video
- (EN) Boston Sports, Quarterback sneak dei Patriots contro i Bills nel 2019, su YouTube.
- (EN) NFL, Quarterback sneak dei Giants contro il Washington Team nel 2021, su YouTube.
- (EN) NFL, Quarterback sneak dei Chiefs contro i Broncos nel 2019, su YouTube.
- (EN) NFL, Tutte le tush push degli Eagles nella stagione 2023, su YouTube.
- (EN) ESPN, Tush push degli Eagles bloccata dai Buccaneers nei play-off del 2023, su YouTube.